# René Bürg
René Bürg né le 24 février 1892 à Laval et mort le 26 décembre 1971 à Draveil est un organiste,, compositeur, pianiste et violoniste français.

## Biographie
René Bürg est inscrit à la Schola Cantorum de Paris en 1920 et en est diplômé en 1923. Il y est l'élève d'Abel Decaux (1869-1943) pour l'orgue et de Victor Vreuls (1876-1944) pour le violon, et l'harmonie. Il demeure alors chez ses parents au 12, avenue Galois à Bourg-la-Reine.
Dans les années 1930, il joue sur l'orgue de l'église Saint-Dominique de Paris. Il est organiste titulaire de l'orgue de l'église Saint-Jean-Baptiste de Sceaux et fait également des remplacements à l'église Saint-Gilles de Bourg-la-Reine. Il est membre de l'Union des maîtres de chapelle et organistes.
Il meurt à Draveil en 1971 et est inhumé dans le caveau familial au cimetière de Bourg-la-Reine.

## Concerts
Il participe à plusieurs concerts et récitals, dont certains concerts d'orgue enregistrés à la radio en 1932 :
- Radio PTT, 10 juin 1932, Paris, salle Cavaillé-Coll : Pièce d’orgue de Bürg, Messe chorale de Charles Gounod (1818-1893), Caldera[3] ;
- Radio Paris, 12 juin 1932, musique d’orgue enregistrée : Bach Prélude et fugue en mi mineur[3] ;
- Radio-Paris, 19 juin 1932, musique d’orgue enregistrée : Pastorale par Heitmann, Toccata par Commette[3] ;
- Concert donné par le Cercle des beaux-arts, sciences, et belles-lettres de la région de Sceaux, dans les grands salons du château de Sceaux le 16 juillet 1933 en tant que violoniste[7] ;
- Concert donné aux grandes orgues de Saint-Dominique le 26 avril 1936[8].